# Drosophila pseudoargentostriata
Drosophila pseudoargentostriata este o specie de muște din genul Drosophila, familia Drosophilidae, descrisă de Wheeler în anul 1981. Conform Catalogue of Life specia Drosophila pseudoargentostriata nu are subspecii cunoscute.